# Musiqq
I Musiqq sono un duo lettone formatosi nel 2009. Il 23 febbraio 2011 hanno vinto la selezione nazionale lettone, con la canzone Angel in Disguise (Angelo travestito), per poter rappresentare la Lettonia all'Eurovision Song Contest 2011 a Düsseldorf, in Germania.
Il duo è composto da Marats Ogļezņevs e Emīls Balceris. I Musiqq hanno avuto molta popolarità in patria grazie alle hit Klimata kontrole, Abrakadabra e Dzimšanas diena.

## Discografia

### Album in studio
- 2010 – Šī ir tikai mūzika

### Singoli
- 2009 – Klimata kontrole
- 2009 – Abrakadabra
- 2010 – Dzimšanas diena
- 2011 – Angel in Disguise